# Yuri Zajarieyev
Yuri Zajarieyev –en ucraniano, Юрій Захарєєв– (19 de septiembre de 2002) es un deportista ucraniano que compite en boxeo.
Ganó una medalla de oro en el Campeonato Mundial de Boxeo Aficionado de 2021 y una medalla de bronce en el Campeonato Europeo de Boxeo Aficionado de 2022, ambas en el peso semimedio.

## Palmarés internacional
| Campeonato Mundial | Campeonato Mundial | Campeonato Mundial | Campeonato Mundial |
| Año                | Lugar              | Medalla            | Categoría          |
| ------------------ | ------------------ | ------------------ | ------------------ |
| 2021               | Belgrado (Serbia)  | Medalla de oro     | 71 kg              |
| Campeonato Europeo |                    |                    |                    |
| Año                | Lugar              | Medalla            | Categoría          |
| 2022               | Ereván (Armenia)   | Medalla de bronce  | 71 kg              |